# نهایه (کتاب)
النهایه فی مجردالفقه و الفتوی نام کتابی فقهی نوشتهٔ شیخ طوسی ملقب به شیخ طائفه است. این کتاب جمع‌آوری اخبار فقهی شیعه است و شیخ طوسی آن را پیش از استبصار و پس از تهذیب نگاشته است.

## نویسنده
شیخ طوسی ملقب به شیخ طائفه یکی از پیشروان فقه شیعی و بنیان‌گذار مکتب فقهی نجف است. فقه شیعه در دوران شیخ طوسی دچار تحول عظیمی می‌شود. فقهی که وی پایه‌گذاری می‌کند ارتباط میان فقه اهل حدیث و فقه متکلمان را برقرار می‌کند. مهم‌ترین منابع علوم نقلی در میان شیعیان از آثار شیخ طوسی است. او پس از مهاجرت به نجف، مدرسه علمیه بزرگی در آن جا بنا کرد و پایه‌گذار یکی از مکاتب مهم فقهی شیعه در نجف شد.

## ویژگی‌های کتاب
کتاب نهایه که شامل اخبار فقهی مدت‌های مدیدی در مدارس دینی محور بحث و فحص یوده است و شروح و حاشیه‌های زیادی بر آن نگاشته شده است. این کتاب تا زمانی که هنوز شرایع الاسلام محقق حلی نگاشته نشده بود بعنوان منبع اصلی در مدارس علمیه شناخته می‌شده است. شیخ طوسی در این کتاب تنها به ذکر احادیث و اخبار شیعی پرداخته است و می‌توان گفت که این کتاب بر شیوه اهل حدیث نوشته شده است. برخی محققان این کتاب به دلیل نام آن و برخی از آرای شیخ، از جمله آخرین آثار وی برشمرده‌اند. اما بنابر گفته محمد تقی دانش‌پژوه نوشتن این کتاب پیش از استبصار است. گفته می‌شود که نهایه همان کتاب تهذیب است با این تفاوت که در نهایه، نام امام و سند خبر فقهی حذف شده است. برخی نهایه را گزیده تهذیب نامیده‌اند. این کتاب از نظر جامعیت نسبت به آثار پیشین خود، کامل‌ترین اثر فقهی فتوایی است. این کتاب هم به عنوان منبع درسی و هم به عنوان رساله عملیه و مآخذ مطالعات فقهی تا یک قرن بعد از شیخ ملاحظه می‌شده است. دانشمندان اخباری به این کتاب بیش از مبسوط و خلاف توجه نشان داده‌اند چرا که عبارات آن مطابق با الفاظ احادیث است.

## شروح و تعالیقه‌ها
بر این کتاب نزدیک به ۱۰ شرح و تعلیقه نگاشته شده است که از آن جمله می‌توان به شرحی اشاره کرد که محقق حلی با عنوان «نکت النهایه» نگاشته است.

## در ارتباط با ارث
شیخ طوسی در نهایه می‌نویسد:
«هرگاه کافر، وارث مسلمانی داشته باشد چه پسر او باشد و چه پدر، خویشاوند دور باشد یا نزدیک، مرد باشد یا زن، همسر باشد یا شوهر و وارث دیگری غیر از او نداشته باشد، تمام مال او به وارث مسلمان می‌رسد. اگر علاوه بر وارث مسلمان وارث کافری دور یا نزدیک نیز داشته باشد یا همسر یا شوهر کافری داشته باشد، میراث او برای وارث مسلمان است نه وارث کافر.»